# Zone naturelle protégée de la Colline-McManus
La zone naturelle protégée de la Colline-McManus est une Zone naturelle protégée du Nouveau-Brunswick située dans le comté de Kings.

## Géographie
La zone naturelle protégée comprend un territoire de 161,3 ha situé dans le comté de Kings. Elle partage sa limite est avec le parc national de Fundy.

## Flore
La zone naturelle protégée comprend une forêt composée d'érable à sucre (Acer saccharum), de bouleau jaune (Betula alleghaniensis) et de hêtre à grandes feuilles (Fagus grandifolia).

## Histoire
La réserve écologique de la Colline-McManus a été créée en 1996, puis convertie en zone naturelle protégée en 2003. Elle a été incluse parmi la zone de transition de la réserve de biosphère de Fundy en 2007.